# The Robocop Kraus
The Robocop Kraus ist eine sechsköpfige Post-Punk-Band aus Hersbruck bei Nürnberg. Die gespielte Musik ist ein Mix aus Punk, Soul, Pop und Hardcore Punk. Der ehemalige Spex-Redakteur Uwe Viehmann bezeichnet die Musik der Robocop Kraus als „Post-Hardcore mit massig Credibility, Post-Punk, positiver Indie-Euphorie und einem nicht geringen Anteil Pop“.

## Geschichte
1998 gründeten sich Robocop Kraus als Nebenprojekt aus den Bands Cyan und Maggat. Die Bedingung war, dass die jeweiligen Mitglieder jeweils andere Instrumente spielen als in den vorherigen Projekten. Wenig später wurde Roman Maul durch Tobias Helmlinger ersetzt und die Band mit dem Keyboarder Markus Steckert komplettiert. Ihre erste Platte erscheint noch auf dem hauseigenen Label Swing Deluxe, ihr zweites Album auf dem tschechischen Label Day After. Beim dritten eigenen Album Living with other People wird auch die Presse auf Robocop Kraus aufmerksam, die Platte erscheint auf dem Hamburger Label L’age d’or. Das vierte Studioalbum They think they are the Robocop Kraus, produziert von Pelle Gunnerfeldt, der auch bereits The Hives und The (International) Noise Conspiracy produziert hat, erscheint nicht nur bei L’age d’or, sondern auch beim US-Punk-Label Epitaph Records. Zur selben Zeit ersetzt Hidalgo-Schlagzeuger Hans-Christian Fuss das Gründungsmitglied Johannes Uschalt an den Drums, der sich auf seine Karriere als Gymnasiallehrer konzentrieren wollte und nun am Dürer-Gymnasium in Nürnberg unterrichtet. Zusammen mit den britischen Shootingstars Art Brut tourte die Band im Jahr 2006 durch die USA.
Die Band erhielt im Sommer 2006 einen mit 5000 Euro dotierten Förderpreis der Stadt Nürnberg. Im September 2006 gab der Bassist Tobias Helmlinger seinen Ausstieg aus der Band bekannt, um sich, so der Wortlaut der offiziellen Mitteilung, „auf andere Dinge zu konzentrieren“. Das jüngste Album Blunders & Mistakes erschien am 21. September 2007, den Bass spielte Peter Tiedeken, der die Band aber im Sommer 2008 wieder verließ.
Robin van Velzen (The Mother The Son And The Holy Ghost) wurde neuer Bassist der Band. Mit ihm arbeiteten Robocop Kraus an einem neuen Studioalbum, das 2010 zwar angekündigt wurde, aber nie erschien. Die bandeigene Webseite wurde von Mai 2010 bis April 2014 nicht aktualisiert; der letzte dort bekannt gegebene Konzerttermin war der 23. Juli 2010. In diesem Zeitraum gab es keine offiziellen Bekanntgaben oder Interviews der Band oder ihrer Mitglieder mehr. Der mit Robocop Kraus-Sänger Thomas Lang befreundete Frontman von Art Brut, Eddie Argos, sagte allerdings in einem Interview im August 2013, dass The Robocop Kraus sich leider aufgelöst hätten.
Am 1. April 2014 verkündeten die Veranstalter des Phono Pop Festivals in Rüsselsheim auf ihrer Facebook-Seite, dass die Band eine Reunion auf dem 9. Phono Pop Festival Mitte Juli 2014 spielen werde. Die Band trat darüber hinaus auch auf dem Fusion Festival 2014 auf. Gründungsmitglied Tobias Helmlinger war bei den Auftritten wieder als Bassist Mitglied der Band. In den Jahren 2015, 2016 und auch Anfang 2017 spielte die Gruppe weiterhin sporadisch Konzerte, u. a. auf dem Agratamagatha-Festival.
Im November 2022 erschien das Kompilationsalbum Why Robocop Kraus Became The Love of My Life mit Aufnahmen aus den Jahren 1999 bis 2021, die zuvor zum Teil bereits auf EPs und als B-Seiten erschienen, zum Teil auch noch unveröffentlicht waren. Gleichzeitig wurde für 2023 eine Deutschland-Tour und die Veröffentlichung eines neuen Albums angekündigt.
Am 14. April 2023 haben Robocop Kraus (nun ohne "The") das Album "Smile" auf dem Hamburger Indie-Label Tapete Records veröffentlicht. Robocop Kraus sind nun zu sechst, Gründungsmitglied Johannes Uschalt wechselt sich mit Hans-Christian Fuss am Schlagzeug, Percussion und Gitarre ab.  

## Diskografie

### Alben
- 1999: Inferno Nihilistique 2000
- 2001: Tiger
- 2003: Living with Other People
- 2005: They Think They Are the Robocop Kraus
- 2007: Blunders and Mistakes
- 2023: Smile

### EPs
- 1998: The Robocop Kraus / The Cherryville (Split-LP)
- 2003: Fake Boys
- 2005: Who Do They Think They Are
- 2009: Metabolismus Maximus

### Sonstige
- 2002: As Long as We Dance We Are Not Dead (Kompilation)
- 2022: Why Robocop Kraus Became The Love Of My Life (Kompilation)